# Tarator
Il taratòr o taratur (in albanese tarator; in bulgaro таратор?; in macedone таратур?; in persiano آب دوغ خیار‎; in serbo таратор?) è un piatto tradizionale diffuso in Bulgaria.

## Preparazione
Il taratòr viene preparato con yogurt, cetrioli, aglio, aneto, e acqua; è servito freddo. Esistono tuttavia molte varianti regionali.

## Diffusione

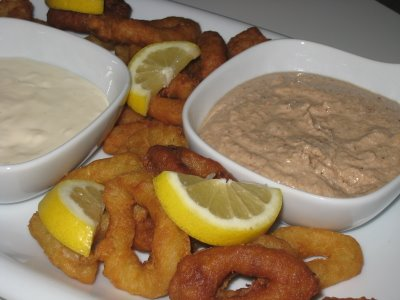
Tarator turco con frittura di seppia

Si tratta di una zuppa fredda popolare in estate in Bulgaria, Albania, Macedonia, nel sud-est della Serbia, Turchia, Iran, Armenia e Cipro (dove è conosciuto come ttalattouri).